# 妇女参政权公约
《妇女参政权公约》，在1978年出版的《人权，国际文件汇编》中译为《妇女政治权利公约》，是1952年12月20日召开的第七届联合国大会上通过的一个公约。1953年3月31日开放签字，1954年7月7日生效。公约以《联合国宪章》和《世界人权宣言》中男女平权的条款为基础。
公约包括序言和11个条款。前3条是主要内容，规定妇女参加一切选举的权利与男子平等；妇女当选任职于依国家法律设立而由公开选举产生之一切机关的资格与男子平等；妇女担任依国家法律设置之公职及执行国家法律所规定之一切公务的条件与男子平等。苏联政府曾声明不同意第七条的最后一段，该条规定任何缔约国若不同意某国对一条款提出保留，可向联合国秘书长提出不予接受。并认为其对本国无约束力。它声称除保留所涉及的部分，公约仍对提出保留的国家有效。第九条规定若对公约的解释或适用发生争端，无法谈判解决，需提交国际法院，该条也曾遭苏联反对。